# Premier Soccer League 2022-23
La Premier Soccer League 2022-23 fue la 27.ª temporada de la Premier Soccer League, la máxima división del fútbol de Sudáfrica. La temporada inició el 5 de agosto de 2022 y terminó el 20 de mayo de 2023.

## Equipos participantes
- AmaZulu
- Cape Town City
- Chippa United
- Golden Arrows
- Kaizer Chiefs
- Mamelodi Sundowns (C)
- Maritzburg United
- Marumo Gallants
- Moroka Swallows
- Orlando Pirates
- Richards Bay (P)
- Royal AM
- Sekhukhune United
- Stellenbosch
- SuperSport United
- TS Galaxy

## Desarrollo

### Clasificación
| Pos. | Equipo                | Pts. | PJ | G  | E  | P  | GF | GC | Dif. | Clasificación o descenso 2023-24 |
| ---- | --------------------- | ---- | -- | -- | -- | -- | -- | -- | ---- | -------------------------------- |
| 1    | Mamelodi Sundowns (C) | 70   | 30 | 21 | 7  | 2  | 52 | 13 | +39  | Liga de Campeones de la CAF      |
| 2    | Orlando Pirates       | 54   | 30 | 16 | 6  | 8  | 40 | 21 | +19  | Liga de Campeones de la CAF      |
| 3    | SuperSport United     | 51   | 30 | 14 | 9  | 7  | 34 | 22 | +12  | Copa Confederación de la CAF     |
| 4    | Cape Town City        | 45   | 30 | 12 | 9  | 9  | 34 | 30 | +4   |                                  |
| 5    | Kaizer Chiefs         | 44   | 30 | 13 | 5  | 12 | 32 | 33 | −1   |                                  |
| 6    | Stellenbosch          | 40   | 30 | 10 | 10 | 10 | 39 | 38 | +1   |                                  |
| 7    | Sekhukhune United     | 40   | 30 | 10 | 10 | 10 | 24 | 27 | −3   | Copa Confederación de la CAF     |
| 8    | Moroka Swallows       | 40   | 30 | 11 | 7  | 12 | 26 | 33 | −7   |                                  |
| 9    | Golden Arrows         | 38   | 30 | 10 | 8  | 12 | 32 | 40 | −8   |                                  |
| 10   | TS Galaxy             | 35   | 30 | 7  | 14 | 9  | 28 | 22 | +6   |                                  |
| 11   | Royal AM              | 35   | 30 | 9  | 8  | 13 | 33 | 43 | −10  |                                  |
| 12   | AmaZulu               | 33   | 30 | 7  | 12 | 11 | 29 | 33 | −4   |                                  |
| 13   | Richards Bay          | 33   | 30 | 8  | 9  | 13 | 20 | 30 | −10  |                                  |
| 14   | Chippa United         | 30   | 30 | 7  | 9  | 14 | 29 | 44 | −15  |                                  |
| 15   | Maritzburg United (D) | 30   | 30 | 7  | 9  | 14 | 24 | 40 | −16  | Play-off de relegación           |
| 16   | Marumo Gallants (D)   | 29   | 30 | 5  | 14 | 11 | 27 | 34 | −7   | Primera División                 |

Actualizado a los partidos jugados el 20 de mayo de 2023.
 Fuente: Soccerway

### Resultados
| Local \ Visitante | AMA | CTC | CHI | GOL | KAI | MAM | MAR | MAG | MOR | ORL | RIC | ROY | SEK | STE | SUP | TSG |
| ----------------- | --- | --- | --- | --- | --- | --- | --- | --- | --- | --- | --- | --- | --- | --- | --- | --- |
| AmaZulu           | —   | 2–1 | 1–2 | 0–1 | 4–0 | 2–2 | 1–1 | 1–1 | 0–1 | 0–4 | 0–1 | 1–1 | 2–0 | 1–0 | 2–1 | 1–2 |
| Cape Town City    | 2–2 | —   | 2–1 | 0–0 | 2–0 | 0–2 | 0–0 | 2–2 | 2–0 | 2–1 | 2–0 | 2–1 | 0–0 | 1–1 | 0–1 | 1–0 |
| Chippa United     | 0–2 | 1–1 | —   | 0–0 | 0–1 | 0–1 | 1–0 | 1–0 | 1–2 | 0–2 | 3–3 | 1–3 | 1–0 | 1–2 | 1–1 | 0–0 |
| Golden Arrows     | 1–0 | 1–1 | 3–2 | —   | 0–2 | 1–1 | 0–1 | 3–2 | 4–0 | 0–2 | 0–2 | 1–2 | 0–0 | 1–1 | 2–1 | 0–0 |
| Kaizer Chiefs     | 0–0 | 0–1 | 1–2 | 2–3 | —   | 0–1 | 3–0 | 1–1 | 1–2 | 1–0 | 1–0 | 2–0 | 0–1 | 2–1 | 2–1 | 2–2 |
| Mamelodi Sundowns | 1–0 | 0–0 | 2–1 | 2–1 | 4–0 | —   | 1–1 | 1–0 | 2–0 | 2–0 | 1–0 | 5–1 | 2–0 | 3–0 | 1–0 | 0–1 |
| Maritzburg United | 1–1 | 1–2 | 2–1 | 0–2 | 2–3 | 0–5 | —   | 2–2 | 0–0 | 1–0 | 1–1 | 3–1 | 1–1 | 1–0 | 1–2 | 1–2 |
| Marumo Gallants   | 0–0 | 2–1 | 3–1 | 1–1 | 1–1 | 0–2 | 0–1 | —   | 1–1 | 0–2 | 0–2 | 3–1 | 2–0 | 0–0 | 0–0 | 0–0 |
| Moroka Swallows   | 2–3 | 3–2 | 2–0 | 0–1 | 1–2 | 0–0 | 1–0 | 2–0 | —   | 1–4 | 1–0 | 2–0 | 2–1 | 1–2 | 0–0 | 0–0 |
| Orlando Pirates   | 1–1 | 2–1 | 0–1 | 3–1 | 0–1 | 0–1 | 2–1 | 1–0 | 1–0 | —   | 0–0 | 1–1 | 1–1 | 4–1 | 1–0 | 2–0 |
| Richards Bay      | 1–1 | 1–0 | 2–3 | 0–1 | 0–1 | 0–2 | 0–0 | 0–0 | 1–0 | 0–2 | —   | 0–0 | 1–0 | 1–2 | 0–1 | 0–0 |
| Royal AM          | 2–0 | 1–2 | 1–1 | 3–1 | 1–0 | 0–3 | 1–0 | 2–2 | 0–1 | 0–1 | 0–1 | —   | 2–0 | 3–1 | 1–1 | 0–0 |
| Sekhukhune United | 0–0 | 0–1 | 1–1 | 1–0 | 1–0 | 1–1 | 1–0 | 3–2 | 1–0 | 2–0 | 2–0 | 1–2 | —   | 1–1 | 1–0 | 1–1 |
| Stellenbosch      | 2–0 | 3–2 | 1–1 | 5–2 | 1–3 | 1–1 | 3–0 | 1–1 | 3–0 | 1–1 | 1–2 | 3–1 | 0–1 | —   | 0–2 | 2–1 |
| SuperSport United | 2–1 | 2–0 | 1–1 | 2–1 | 1–0 | 2–1 | 2–0 | 1–0 | 1–1 | 0–0 | 1–1 | 3–1 | 3–1 | 0–0 | —   | 2–0 |
| TS Galaxy         | 0–0 | 0–1 | 4–0 | 4–0 | 0–0 | 1–2 | 1–2 | 0–1 | 0–0 | 1–2 | 4–0 | 1–1 | 1–1 | 0–0 | 2–0 | —   |

## Play-off de relegación
Actualizado el 5 de Julio de 2023
| Pos. | Equipo            | PJ | PG | PE | PP | GF | GC | DG | Pts. | Clasificado a                 |
| ---- | ----------------- | -- | -- | -- | -- | -- | -- | -- | ---- | ----------------------------- |
| 1    | Cape Town Spurs   | 4  | 3  | 1  | 0  | 3  | 0  | +3 | 10   | Premier Soccer League 2023-24 |
| 2    | Maritzburg United | 4  | 2  | 1  | 1  | 4  | 1  | +3 | 7    | Primera División 2023-24      |
| 3    | Casric Stars FC   | 4  | 0  | 0  | 4  | 0  | 6  | -6 | 0    | Primera División 2023-24      |

## Goleadores
| Rank | Jugador          | Club              | Goles |
| ---- | ---------------- | ----------------- | ----- |
| 1    | Peter Shalulile  | Mamelodi Sundowns | 12    |
| 1    | Khanyisa Mayo    | Cape Town City    | 12    |
| 3    | Monnapule Saleng | Orlando Pirates   | 11    |
| 3    | Etiosa Ighodaro  | Chippa United     | 11    |
| 3    | Bradley Grobler  | SuperSport United | 11    |
| 3    | Ranga Chivaviro  | Marumo Gallants   | 11    |
| 7    | Iqraam Rayners   | Stellenbosch      | 9     |
| 7    | Cassius Mailula  | Mamelodi Sundowns | 9     |
| 9    | Júnior Mendieta  | Stellenbosch      | 8     |
| 9    | Amadou Soukouna  | Maritzburg United | 8     |